# Рисівка яванська
Рисівка яванська (Padda oryzivora) — вид горобцеподібних птахів родини астрильдових (Estrildidae). Ендемік Індонезії.

## Поширення
Батьківщиною виду є відкриті місцевості островів Ява, Балі та Бавеан. У своєму природному ареалі птах став дуже рідкісним і його чисельність не перевищує 10 тис. птахів. Проте він був широко інтродукований, а здичавілі популяції зараз створені у деяких частинах світу. Зокрема успішні популяції виникли на Гаваях, Пуерто-Рико, Ямайці, острові Різдва, Маямі, деяких містах Індії, Гонконзі, Бангкоці, Філіппінах, багатьох островах Океанії, на східноафриканському узбережжі, Занзібарі та острові Св. Єлени.

## Опис
Птах завдовжки до 14 см. Середня маса тіла становить 24,5 г. Оперення на верхній частині тулуба і грудях блакитно-сіре. Верх голови і верхня частина горла чорні. Виділяються великі білі плями на щоках і дуже міцний дзьоб. Дзьоб двоколірний: верх і низ дзьоба яскраво-червоні, тоді як основа дзьоба має світліший колір, а кінчик дзьоба білуватий. Очі карі, оточені світло-червоним кільцем. Яскраво вираженого статевого диморфізму немає. Найпростіший спосіб відрізнити самиць від самців — співають лише самці.

## Спосіб життя
Середовище існування рисівки яванської включає рідколісся з великими трав'янистими площами, а також оброблені землі. Її часто можна побачити на околицях сіл та вздовж стежок. Живиться насінням трав. Неохайне на вигляд і кулясте гніздо будує в густих чагарниках, у дуплах дерев і під дахами будинків. Кладка складається з чотирьох-семи яєць, які висиджують обидві дорослі птиці. Молодняк вилуплюється через 13—14 днів і зазвичай стає статевозрілим через 5—6 місяців.